# China Open 2006 (Badminton)
Die China Open 2006 im Badminton fanden vom 17. bis 22. Oktober 2006 im Tianhe Gymnasium in Guangzhou statt. Das Preisgeld betrug 250.000 US-Dollar.

## Sieger und Platzierte
| Disziplin    | Gold                        | Silber                | Bronze                               |
| ------------ | --------------------------- | --------------------- | ------------------------------------ |
| Herreneinzel | Chen Hong                   | Bao Chunlai           | Lin Dan                              |
| Herreneinzel | Chen Hong                   | Bao Chunlai           | Chen Jin                             |
| Dameneinzel  | Zhang Ning                  | Yao Jie               | Kaori Mori                           |
| Dameneinzel  | Zhang Ning                  | Yao Jie               | Wang Chen                            |
| Herrendoppel | Markis Kido Hendra Setiawan | Cai Yun Fu Haifeng    | Jens Eriksen Martin Lundgaard Hansen |
| Herrendoppel | Markis Kido Hendra Setiawan | Cai Yun Fu Haifeng    | Alvent Yulianto Luluk Hadiyanto      |
| Damendoppel  | Yang Wei Zhang Jiewen       | Wei Yili Zhang Yawen  | Zhang Dan Zhao Tingting              |
| Damendoppel  | Yang Wei Zhang Jiewen       | Wei Yili Zhang Yawen  | Chien Yu-chin Cheng Wen-hsing        |
| Mixed        | Xie Zhongbo Zhang Yawen     | Xu Chen Zhao Tingting | He Hanbin Yu Yang                    |
| Mixed        | Xie Zhongbo Zhang Yawen     | Xu Chen Zhao Tingting | Zhang Jun Gao Ling                   |

## Finalresultate
| Disziplin    | Sieger                      | Finalist              | Ergebnis     |
| ------------ | --------------------------- | --------------------- | ------------ |
| Herreneinzel | Chen Hong                   | Bao Chunlai           | 21–17, 21–19 |
| Dameneinzel  | Zhang Ning                  | Yao Jie               | 21–14, 21–5  |
| Herrendoppel | Markis Kido Hendra Setiawan | Cai Yun Fu Haifeng    | 21–16, 21–16 |
| Damendoppel  | Yang Wei Zhang Jiewen       | Wei Yili Zhang Yawen  | 21–17, 21–7  |
| Mixed        | Xie Zhongbo Zhang Yawen     | Xu Chen Zhao Tingting | 21–19, 21–5  |